# Пођо Гаљијардо (Пиза)
Пођо Гаљијардо је насеље у Италији у округу Пиза, региону Тоскана.
Према процени из 2011. у насељу је живело 12 становника. Насеље се налази на надморској висини од 26 м.